# Chiesa di Santa Chiara (Trani)
La chiesa di Santa Chiara è una chiesa di Trani degli inizi del XIV secolo.
All'origine fu dedicata ai santi Agnese e Paolo, ma in seguito fu denominata comunemente di Santa Chiara, in quanto ospitava nell'attiguo monastero le monache clarisse che nel 1599 si trasferirono nel convento di San Giovanni Lionello e furono sostituite dalle benedettine.
Ha subito vari rimaneggiamenti, conservando però le caratteristiche originarie.
All'interno si conserva la tela della Madonna delle Grazie, del pittore napoletano Fabrizio Santafede.
Il monastero attiguo, risale alla fine del XIV secolo e venne offerto da una grande compagnia mercantile legata ai Medici di Firenze. Durante il periodo fascista il monastero divenne deposito alimentare dell'esercito e fu incendiato dai tedeschi. In seguito è stato restaurato e oggi è una scuola elementare intitolata a "Gabriele d'Annunzio".
Gli scavi effettuati durante i lavori di restauro dal 2004 al 2009, hanno riportato alla luce diversi reperti, cui ossa di piccoli animali, cocci in terracotta, piccole anfore, pietre con fregi e persino un teschio.
Il complesso di S. Chiara è un monumento realizzato in epoche varie comprese tra il Trecento e il primo Novecento che presenta corpi di fabbrica di stili diversi sovrapposti o giustapposti in modo da formare un complesso non omogeneo ma interessante nella molteplicità di aspetti e stili.
Il monastero si pensa sia stato edificato presumibilmente nel XIII secolo quale sede dell'Ordine Religioso Femminile Francescano, e una delle testimonianze che lo riguardano è data da una cessione testamentaria del 1421. Le religiose che facevano parte di questa comunità erano per lo più appartenenti a vecchie famiglie nobili tranesi. Le clarisse scelsero un sito poco fuori delle mura cittadine a sud dell'abitato, lontano dal frastuono e dalla vita mondana.
Il monastero che viene realizzato è qualcosa di grandioso, con i suoi saloni immensi, allineati con ordine e coperti da possenti volte gotiche.
Successivamente, nel XV secolo, il monastero viene inglobato in un nuovo complesso monumentale di tre piani visibile ancora oggi su via Pedaggio S. Chiara.
Ma è solo nel XVI secolo che il complesso del Convento delle Clarisse assume un aspetto più simile a quello attuale. L'espansione demografica infatti fa sì che il monastero venga inglobato nelle mura cittadine e questo vede la comunità monastica rinunciare alla solitudine monastica e quasi "costretta" a dover mettere a disposizione dei fedeli della nuova zona abitata la loro chiesa, che sul finire del XVI secolo divenne una realtà. Essa assunse l'aspetto attuale, fatta eccezione per il presbiterio realizzato in epoca più recente. Nel 1599 poi un altro cambiamento coinvolse la comunità delle Suore Francescane: a causa della non fiorente presenza nel monastero di S. Chiara essa si fuse con quella del monastero di S. Giovanni nei pressi della Cattedrale e al loro posto il monastero ospitò le comunità delle benedettine di S. Agnese e delle cistercensi di S. Paolo. La chiesa quindi assunse il nome dei Santi Agnese e Paolo.
Il secolo successivo fu ancora un secolo di cambiamenti estetici per la chiesa e la struttura del monastero. Infatti è nel XVII secolo che in chiesa fu ampliato il transetto e furono realizzati gli altari nelle cappelle della navata e l'altare maggiore. Datata a questo periodo inoltre, è la realizzazione dei dipinti annessi agli altari e alla pala dell'altare maggiore.
Ma il XVIII secolo fu anche socialmente importante per il monastero. Infatti le vaste proprietà, insieme a donazioni e lasciti testamentari di numerosi fedeli, consentivano al monastero di concedere molti prestiti così da acquistare un ruolo dominante per la vita socio-economica della città di Trani. Tutto ciò favorito anche dalla vicinanza del monastero alla porta occidentale della città (il nome della strada Pedaggio S. Chiara deriva proprio dalla tassa ivi pagata).
Nel XIX secolo, sotto l'influsso delle idee rivoluzionarie francesi, il ruolo di dominio del monastero e la presenza stessa della comunità religiosa è andata sempre più scemando fino a giungere, nel 1904 alla cessione della maggior parte dei locali del monastero all'amministrazione comunale di Trani, a patto che fossero usati solo a scopo educativo o di beneficenza. Nel 1909, poi, la storia del monastero e della chiesa si separano definitivamente dato che quest'ultima diviene chiesa parrocchiale sotto il nome dei santi Agnese e Paolo.
Solo successivamente però la chiesa assunse l'aspetto attuale con le ultime modifiche: nel 1928 infatti dal Comune furono ceduti gli ambienti per la realizzazione, in chiesa, della nuova abside centrale e, per accedere a essa, degli ambienti che ancora oggi consentono l'accesso ai piani superiori e alla chiesa stessa dall'ingresso laterale. Tutti i locali che attualmente consentono la vita parrocchiale (catechesi, oratorio, ecc.) furono infine ceduti alla parrocchia nel 1934. Infine nel 1987 alla chiesa e alla parrocchia fu cambiata denominazione assumendo quella attuale e originaria di S. Chiara.
Fra i pregevoli complessi storico-architettonici di Trani c'è anche la Chiesa di Santa Chiara che costituisce una delle più significative testimonianze dell'architettura del XVI secolo.
La storia della chiesa è strettamente legata a quella dell'attiguo monastero fondato dall'ordine delle Francescane presumibilmente nel sec. XIII.
Durante i lavori di restauro del 2004, asportando le marmette in cemento degli anni 1960, sono emersi elementi interessanti dal punto di vista storico:
- nella zona absidale sono emerse le mura trecentesche del convento, abbattute nel 1928-1930;
- in prossimità del transetto è stata rinvenuta la parte basamentale di un portico, composto da pavimentazione in pietra e basi di pilastri quadrati che precedono l'ingresso laterale del convento;
- una camera a base squadrata e a volta a cupola che doveva essere adibita a camera sepolcrale del convento.

La scoperta più interessante è il ritrovamento di alcune cisterne a campana con imbocco giacente su terreno vegetale. L'imbocco si trova a un metro e mezzo di quota dal livello stradale e arriva a raggiungere i nove metri.

## Galleria d'immagini

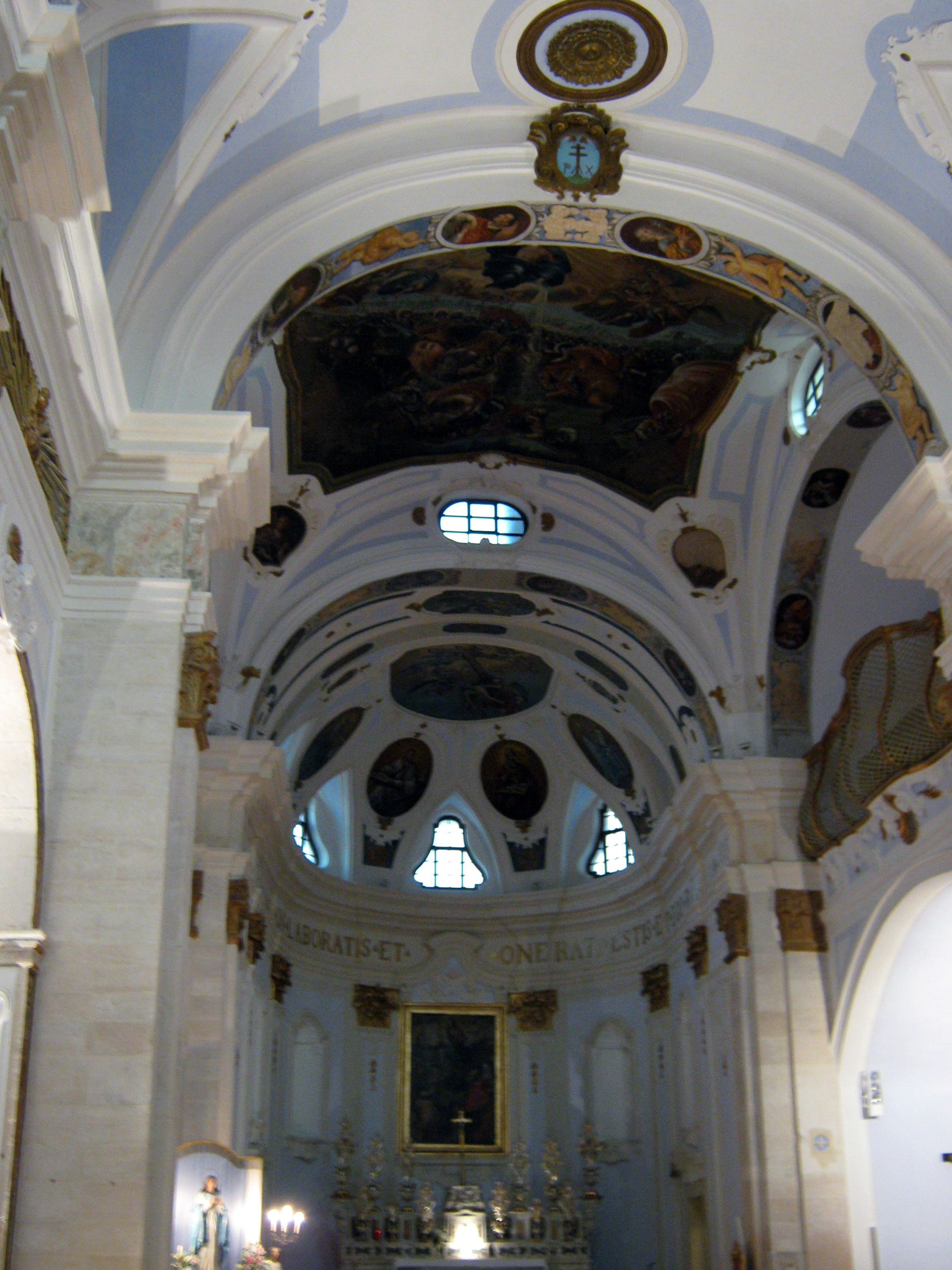
Interno
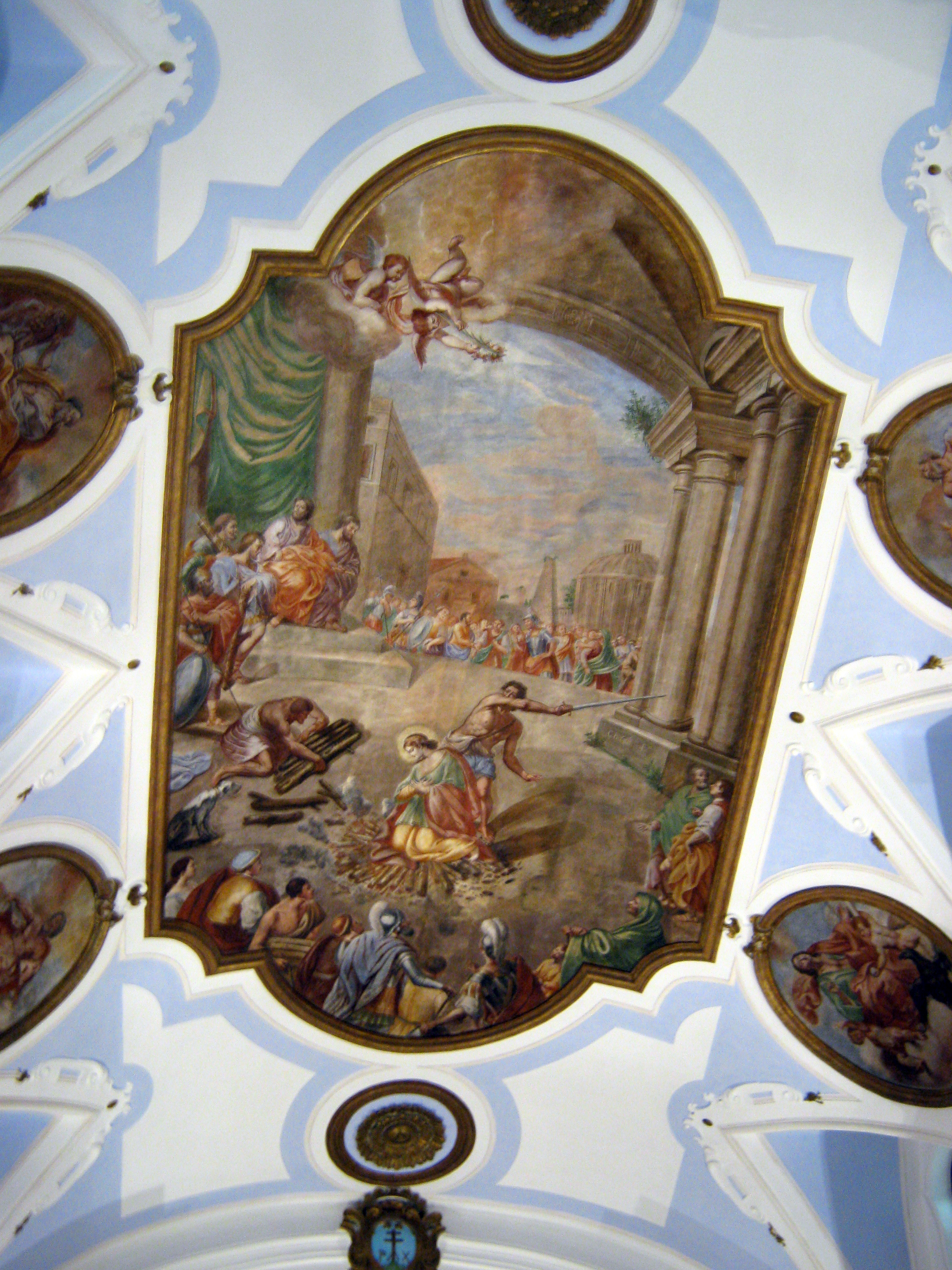
Particolare della volta, Il martirio di sant'Agnese
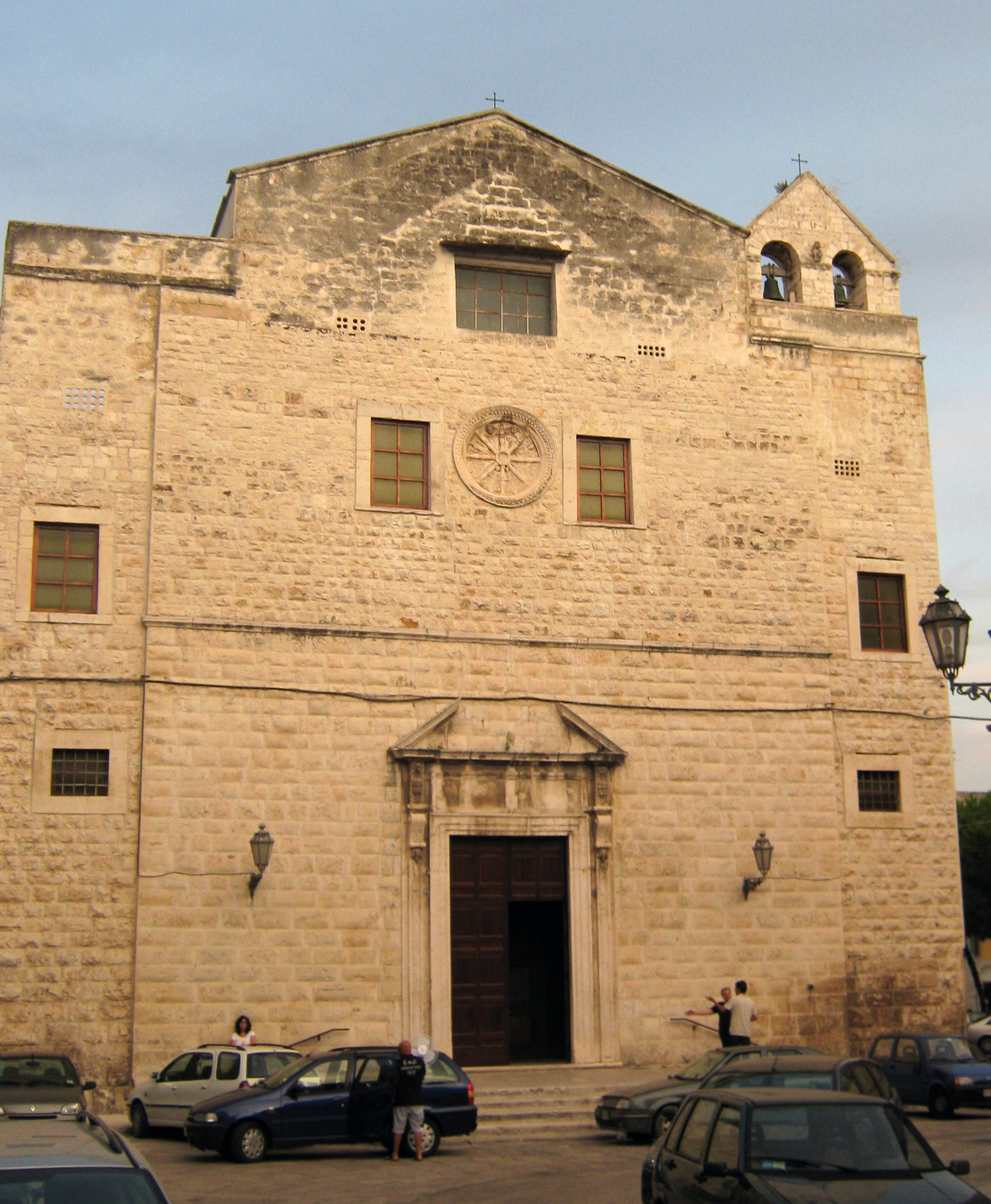